# Tauere
Tauere es un atolón de las Tuamotu, en la Polinesia Francesa, incluido en la comuna de Hao. Está situado en el centro y al este del archipiélago, a 85 km al noroeste de Hao.
Es un atolón pequeño de forma cuadrada, de 8 km de largo, y una superficie total de 2 km². La laguna interior tiene dos pasos al océano. Está deshabitado, sin ninguna infraestructura.
Fue la décima isla que descubrió Pedro Fernández de Quirós, en 1606, llamándola Isla La Decena. En 1772,  Domingo Bonaechea la llamó San Simón y Judas. Otro nombre histórico es Resolution.